# Rachel Ashwell
Rachel Ashwell (* 30. Oktober 1959 in Cambridge, Vereinigtes Königreich) ist eine britische Innenarchitektin und Protagonistin des Shabby-Chic-Einrichtungsstils. Sie bezeichnet sich selbst als Autorin, Designerin und Unternehmerin.

## Einfluss
Seit ihrer Kindheit hatte sie eine enge Verbindung zu Secondhandware und Flohmärkten. Ihr Vater war fliegender Antiquitätenhändler und ihre Mutter restaurierte Puppen und Teddy-Bären. Mit 16 Jahren ging sie von der Schule ab. Statt Schulbildung sollen sie andere Unternehmensgründer, wie Anita Roddick (Body Shop) oder Howard Schultz (Starbucks), stark beeinflusst haben.

## Karriere
Vor ihrer unternehmerischen Tätigkeit arbeitete Rachel Ashwell als Stylistin beim Privatfernsehen und beim Fotoshooting. Anfang der 1980er Jahre wanderte sie nach Santa Monica aus. 1989 eröffnete Rachel Ashwell dort ihren ersten eigenen Laden. Dort handelte sie mit Originalen von Flohmärkten. Zu dieser Zeit gründete sie die Marke Shabby Chic.
Heute stellt ihre Firma Stilmöbel und Accessoires selbst her. Sie verfolgt dabei das Prinzip, die Ästhetik der Jeans auf die Inneneinrichtung zu übertragen.
Nach Rachel Ashwell sind die wichtigsten Stücke für den Shabby-Chic-Look „ein Kronleuchter, er wirkt romantisch und glamourös zugleich. Ein pastellfarbenes Vintage-Sofa mit gemütlichen Kissen und frische Schnittblumen – mit ihnen kommt sofort etwas Lebendiges ins Zimmer!“
Heute hat sie neben einem Online-Shop verschiedene Läden. Dort verkauft sie ihre Marken „Rachel Ashwell Shabby Chic Couture“, „Shabby Chic“, „Simply Shabby Chic“ und „Treasures by Shabby Chic“. Unter ihrem englischsprachigen Blog rachelashwellshabbychic.blogspot.com kann man ihre Aktivitäten zum Thema Shabby Chic verfolgen.